# 須恵駅
須恵駅（すええき）は、福岡県糟屋郡須恵町大字植木にある、九州旅客鉄道（JR九州）香椎線の駅である。駅番号はJD13。

## 歴史

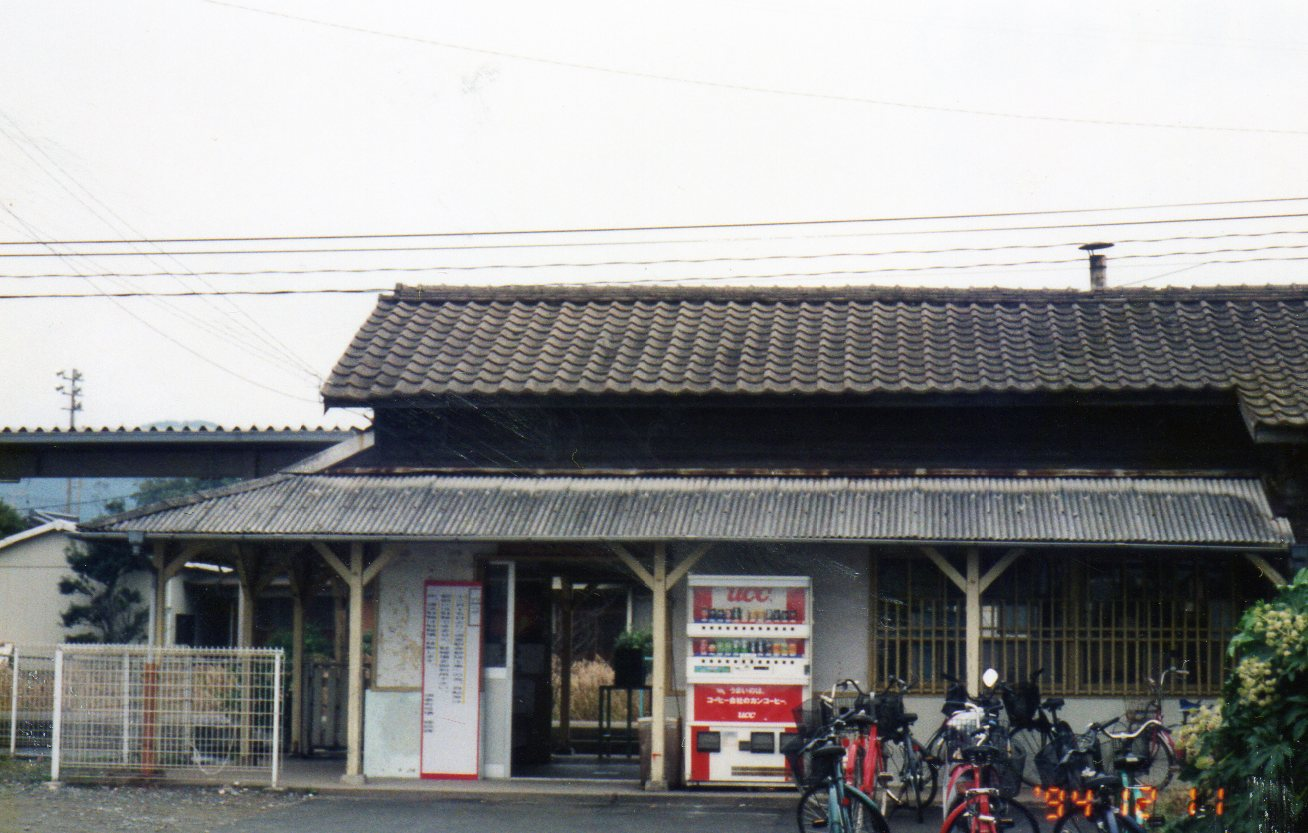
旧駅舎（1994年）

- 1904年（明治37年）1月1日：博多湾鉄道（1920年、博多湾鉄道汽船に改称）が開設[2]。
- 1942年（昭和17年）9月22日：博多湾鉄道汽船が5社合併して西日本鉄道を設立し[3][4]、同社糟屋線となる。
- 1944年（昭和19年）5月1日：西日本鉄道の西戸崎駅 - 宇美駅間が戦時買収により国有化され運輸通信省が継承[5]。
- 1961年（昭和36年）12月21日：貨物業務取扱廃止[6]。
- 1963年（昭和38年）4月1日：業務委託駅となる（日本交通観光社に委託）[7]。
- 1984年（昭和59年）2月1日：駅員無配置駅となる[8][9]。荷物扱いを廃止[6]。
- 1987年（昭和62年）4月1日：国鉄分割民営化に伴い、九州旅客鉄道（JR九州）の駅となる[10]。
- 1988年（昭和63年）7月21日：委託駅員を配置[11]。
- 1995年（平成7年）5月：駅舎改築[12][13]。
- 2009年（平成21年）3月1日：ICカード「SUGOCA」の利用が可能となる[14]。
- 2015年（平成27年）3月14日：駅遠隔案内システム（Smart Support Station）「ANSWER」の導入に伴い無人化[15]。

## 駅構造

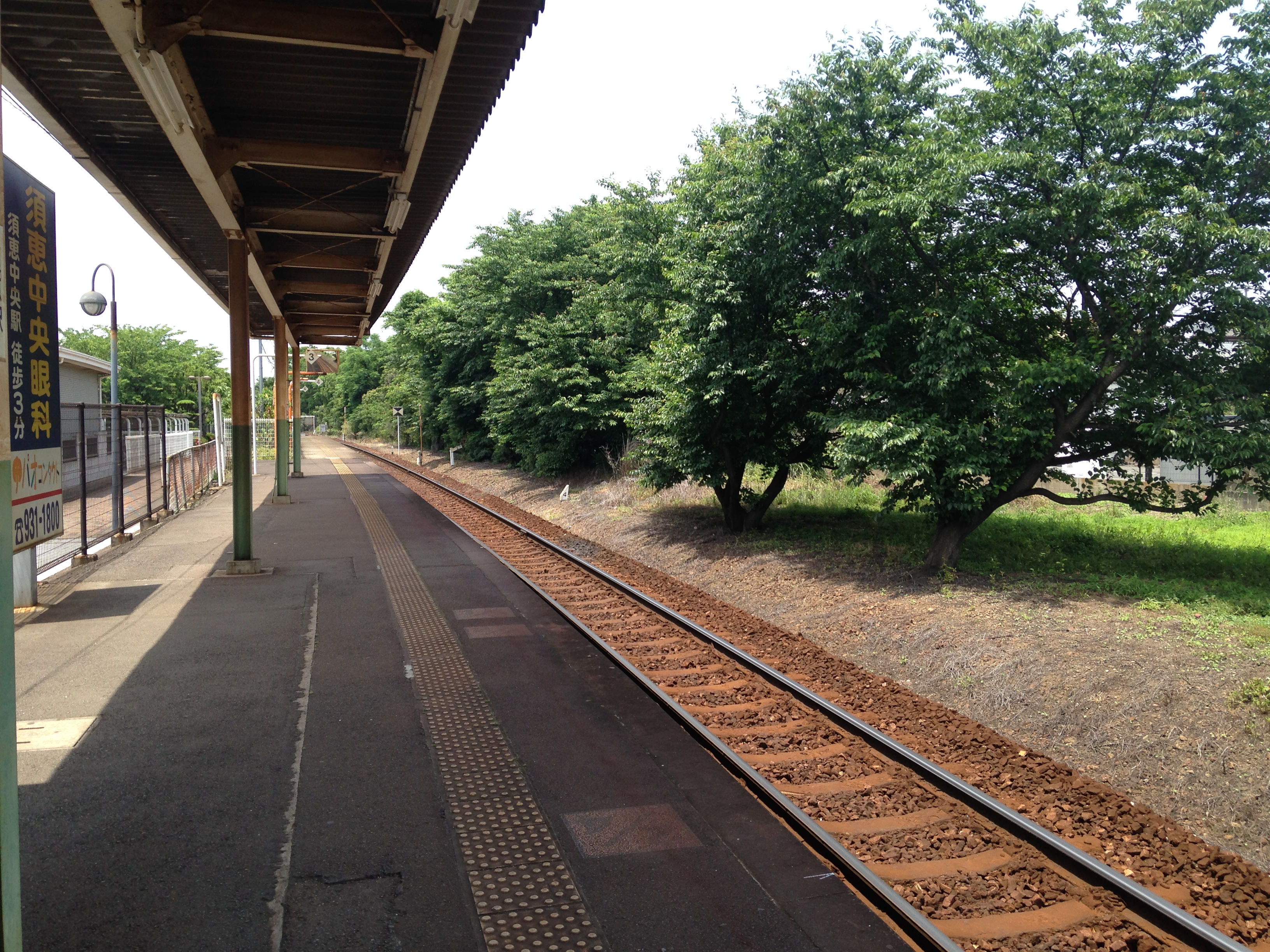
ホーム（2016年5月）

単式ホーム1面1線を有する地上駅。無人駅である。
SUGOCAの利用が可能であり、チャージや無記名SUGOCAの発売も行っている。異常時に対応するため、香椎線で無人化される駅にはインターホンなどが設置されることになった。

## 利用状況
2020年（令和2年）度の1日平均乗車人員は547人であり、JR九州の駅としては第204位である。
近年の1日平均乗車人員は下表のとおりである。
| 年度               | 1日平均 乗車人員 |
| ------------------ | ---------------- |
| 2016年（平成28年） | 601              |
| 2017年（平成29年） | 635              |
| 2018年（平成30年） | 666              |
| 2019年（令和元年） | 695              |
| 2020年（令和02年） | 547              |

## 駅周辺
駅前を県道91号線が香椎線に並行する形で通っている。駅周辺は須恵町の中心部からは離れており、住宅地や農地となっている。駅の北側に隣接し、国鉄志免鉱業所から続く志免炭鉱整理事務所がある。
- 須恵町立須恵第二小学校
- 若宮八幡宮
- 旅石八幡宮
- 金子商店

### バス路線
- 西鉄バス - 駅前に「須恵駅前」バス停がある。
  - ［36］イオンモール福岡・妙見・天神（アザレアホール前）
  - ［36］宇美営業所（アザレアホール前）
- 須恵町コミュニティバス - 駅前に須恵駅バス停がある。
  - 須恵方面
  - 乙植木・甲植木方面

## 隣の駅
九州旅客鉄道（JR九州）
 香椎線
酒殿駅（JD12） - 須恵駅（JD13） - 須恵中央駅（JD14）